# 蛭川村立蛭川小学校田原分校
蛭川村立蛭川小学校田原分校（ひるかわそんりつ ひるかわしょうがっこう　たはらぶんこう）は、かつて岐阜県恵那郡蛭川村（現・中津川市）に存在した公立小学校の分校。

## 概要
- 蛭川小学校の分校であり、蛭川村田原区[注釈 2]に存在し、蛭川村の南部が校区であった。
- 校舎は昭和50年代に蛭川幼稚園として使用されたが、現存しない。

## 沿革
- 1881年（明治14年）1月 - 田原区に蛭川小学校田原出張所を設置。民家を仮校舎とする。以後、数件の民家を仮校舎として移転し、1890年頃に田原神社[注釈 3]を仮校舎とする。
- 1886年（明治19年） - 蛭川尋常簡易科小学校田原出張所に改称する。
- 1895年（明治28年）11月24日 - 校舎を新築（木造2階建）し、移転する。同時に蛭川尋常小学校田原分教場に改称する。
- 1937年（昭和12年） - 校舎を改築する。
- 1941年（昭和16年）4月1日 - 蛭川国民学校田原分教場に改称する。
- 1947年（昭和22年）4月1日 - 蛭川村立蛭川小学校田原分校に改称する。
- 1963年（昭和38年） - 廃校。